# Iwan Danow
Iwan Ewgeni Danow, bułg. Иван Евгени Данов (ur. 6 czerwca 1957 w Sofii) – bułgarski architekt i nauczyciel akademicki, profesor, w latach 2013–2014 minister ds. projektów inwestycyjnych.

## Życiorys
W latach 1978–1983 studiował architekturę w wyższym instytucie architektury i budownictwa, na bazie którego powstał Uniwersytet Architektury, Budownictwa i Geodezji w Sofii (UASG). Kształcił się też w Leicester School of Architecture, gdzie specjalizował się w zakresie rekonstrukcji budynków. Zawodowo związany z macierzystą uczelnią, został nauczycielem akademickim w katedrze budynków mieszkalnych. W 1991 obronił doktorat, w 2006 został docentem, a w 2013 uzyskał pełną profesurę. Był prodziekanem wydziału architektury (2008–2011), a w 2013 objął kierownictwo swojej katedry. Jeden z założycieli izby architektów w Bułgarii i członek komisji w konkursach architektonicznych. Podjął praktykę w zawodzie architekta, od 2005 w ramach współtworzonego przez siebie biura architektonicznego. Realizował projekty w Bułgarii, Wielkiej Brytanii, Niemczech i Francji.
W maju 2013 z rekomendacji Bułgarskiej Partii Socjalistycznej objął urząd ministra ministrem ds. projektów inwestycyjnych w gabinecie Płamena Oreszarskiego; sprawował go do sierpnia 2014.